# Chrono des Nations-Les Herbiers-Vendée féminin 2004
La 18e édition du Chrono des Nations-Les Herbiers-Vendée féminin a eu lieu le 17 octobre 2004. La course fait partie du calendrier international féminin UCI 2004 en catégorie 1.9.2. Elle est remportée par la Française Edwige Pitel.

## Classements

### Classement final
| \| Classement général \| Classement général \| Classement général \| Classement général \| Classement général \| \| Coureur \| Coureur \| Pays \| Équipe \| Temps \| \| ------------------ \| --------------------- \| ------------------ \| ------------------------------ \| ------------------ \| \| 1re \| Edwige Pitel \| France \| \| 29 min 56 s \| \| 2e \| Kathy Watt \| Australie \| Lietzsport Cycling \| + 2 s \| \| 3e \| Zulfiya Zabirova \| Russie \| Let's Go Finland \| + 34 s \| \| 4e \| Natacha Maes \| Belgique \| \| + 49 s \| \| 5e \| Margaret Hemsley \| Australie \| Equipe Nürnberger Versicherung \| + 1 min 05 s \| \| 6e \| Magalie Finot-Laivier \| France \| \| + 1 min 15 s \| \| 7e \| Marina Jaunâtre \| France \| \| + 1 min 52 s \| \| 8e \| Corine Hierckens \| Belgique \| Bik-Gios \| + 2 min 02 s \| \| 9e \| Ludivine Henrion \| Belgique \| Bik-Gios \| + 2 min 22 s \| \| 10e \| Emmanuelle Merlot \| France \| \| + 3 min 35 s \| |                       |           |                                |              |
| |                       |           |                                |              |
| |                       |           |                                |              |
| Classement général |                       |           |                                |              |
| Coureur | Coureur               | Pays      | Équipe                         | Temps        |
| 1re | Edwige Pitel          | France    |                                | 29 min 56 s  |
| 2e | Kathy Watt            | Australie | Lietzsport Cycling             | + 2 s        |
| 3e | Zulfiya Zabirova      | Russie    | Let's Go Finland               | + 34 s       |
| 4e | Natacha Maes          | Belgique  |                                | + 49 s       |
| 5e | Margaret Hemsley      | Australie | Equipe Nürnberger Versicherung | + 1 min 05 s |
| 6e | Magalie Finot-Laivier | France    |                                | + 1 min 15 s |
| 7e | Marina Jaunâtre       | France    |                                | + 1 min 52 s |
| 8e | Corine Hierckens      | Belgique  | Bik-Gios                       | + 2 min 02 s |
| 9e | Ludivine Henrion      | Belgique  | Bik-Gios                       | + 2 min 22 s |
| 10e | Emmanuelle Merlot     | France    |                                | + 3 min 35 s |